# Neoclytus senilis
Neoclytus senilis là một loài bọ cánh cứng trong họ Cerambycidae.